# Walter Denecke

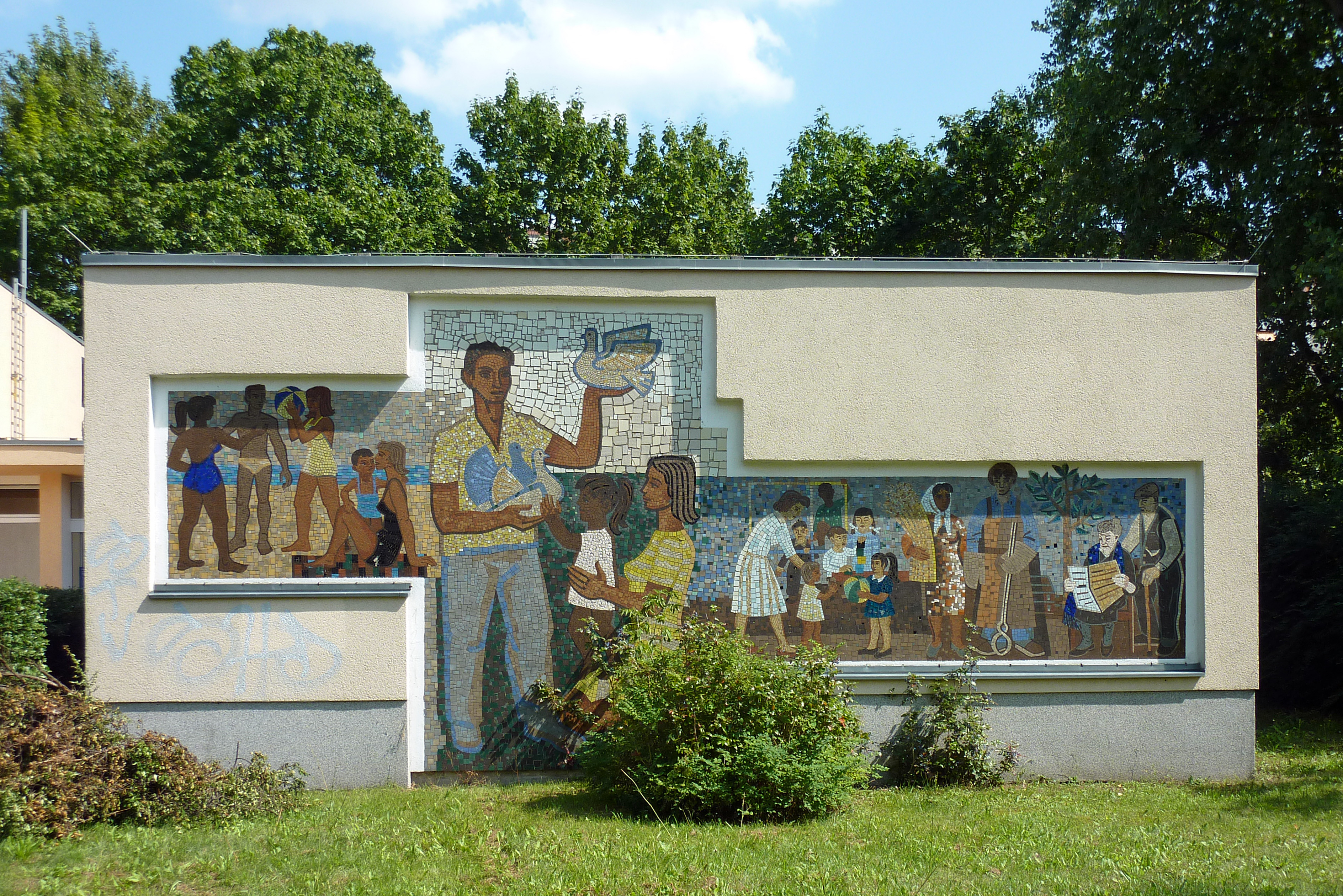
Mosaikwandbild von Walter Denecke aus dem Jahr 1963 am Ärztehaus in der Balatonstraße 20 in Berlin-Friedrichsfelde

Walter Denecke (* 25. Februar 1906 in Kleinalsleben; † 10. September 1975 in Ahrenshoop) war ein deutscher Maler und Grafiker.

## Leben und Werk
Denecke war der Sohn eines Landwirts. Er studierte von 1926 bis 1929 an der Leipziger Kunstgewerbe- und Handwerkerschule bei Otto Fischer-Trachau Wandmalerei. Von 1930 bis 1932 war er Lehrer an der Kunstgewerbeschule Wiesbaden. 1930 hatte er im Museum Wiesbaden seine erste Ausstellung. Ab 1929 unternahm er mehrfach Studienreisen nach Frankreich, Italien, Spanien und Nordafrika. In Spanien war er Mitglied der Arbeitergewerkschaft. Während eines Aufenthalts auf Ibiza äußerte er sich 1936 unter dem Pseudonym „Denesco“ künstlerisch gegen die Franco-Putschisten. 1937 bis 1939 lebte er in Paris, wo er einer antifaschistischen Künstlergruppe angehörte. 1939 wurde er nach Deutschland ausgewiesen. 1937 wurde im Rahmen der deutschlandweiten konzertierten Aktion „Entartete Kunst“ eine Tuschezeichnung Deneckes aus dem Nassauischen Landesmuseum Wiesbaden beschlagnahmt und vernichtet. Er wurde zur Wehrmacht eingezogen und war bis 1948 im Kriegsdienst und in Kriegsgefangenschaft. Von 1948 bis 1950 lebte er in Quedlinburg. Dann zog er nach Berlin, wo er in Karlshorst freiberuflich als Maler und Grafiker arbeitete, vor allem als Landschaftsmaler. 1956 und 1958 unternahm er Studienreisen nach Bulgarien und 1960 in die Sowjetunion, u. a. in die mittelasiatischen Republiken. Denecke war Mitglied im Verband Bildender Künstler der DDR.
Die Bühnenbildnerin und Malerin Ilona Freyer war seine Tochter.

## Öffentliche Sammlungen mit Werken Deneckes (unvollständig)
- Altenburg/Thür.: Lindenau-Museum
- Beeskow: Kunstarchiv Beeskow[3]
- Berlin: Nationalgalerie
- Erfurt: Angermuseum
- Stralsund: Stralsund Museum

## Werke (Auswahl)

### Tafelbilder (Auswahl)
- Atelierecke in Paris (Öl; 49,5 × 63 cm; 1939; Nationalgalerie Berlin)[4]
- Bulgarische Früchteverkäuferin (Öl; 1958; auf der Vierten Deutschen Kunstausstellung in Dresden)[5]
- Volkswerft Stralsund (Öl; 1962; auf der Fünften Deutschen Kunstausstellung)[6]
- Boddenlandschaft (Öl; 1971)[7]
- Fischerdorf auf Usedom (Öl; 1976; auf der VI. Deutschen Kunstausstellung)[8]

### Aquarelle (Auswahl)
- Blumen in einer bemalten Vase (1938)[9]
- Straßenszene auf Ibiza (1936;  Lindenau-Museum Altenburg/Thüringen)[10]
- Strand von Ückeritz II (aquarellierte Zeichnung; 1957; Angermuseum Erfurt)[10]

## Ausstellungen (unvollständig)

### Personalausstellungen
- 1949 Halle, Galerie Hennig (Ölbilder, Aquarelle, Zeichnungen, Holzschnitte)
- 1949 Berlin, Graphisches Kabinett der Kommission für Bildenden Kunst
- 1959 Rostock, Museum der Stadt Rostock (Malerei und Grafik)
- 1959 Freiberg, Stadt- und Bergbaumuseum
- 1960 Görlitz, Städtische Kunstsammlung
- 1960 Schwerin, Staatliches Museum
- 1960 Karl-Marx-Stadt, Museum am Theaterplatz (Malerei, Zeichnungen, Grafik)
- 1961 Weimar, Kunsthalle am Theaterplatz (Malerei, Zeichnungen, Grafik)
- 1962 Karl-Marx-Stadt, Museum am Theaterplatz („Reisebilder aus der Sowjetunion“)
- 1962 Erfurt, Angermuseum (Gedächtnisausstellung)
- 1963 Berlin, Kunstkabinett des Instituts für Lehrerweiterbildung

### Teilnahme an zentralen und wichtigen regionalen Ausstellungen in der DDR
- 1952: Bautzen, Görlitz und Zittau (Wanderausstellung „Berliner Künstler“)

- 1954, 1957/1958, 1960 und 1975: Berlin, Bezirkskunstausstellungen
- 1958, 1962/1963, 1967/1968 und 1977/1978: Dresden, Vierte bis VI. Deutsche Kunstausstellung und VIII. Kunstausstellung der DDR
- 1974: Frankfurt/Oder, Galerie Junge Kunst („Aquarell, Gouache, Tempera, Pastell“)
- 1975: Berlin, Altes Museum („In Freundschaft verbunden“)

#### Postum
- 1980: Berlin, Ausstellungszentrum am Fernsehturm („Berliner Kunst - Retrospektive“)
- 1987: Berlin, Ephraim-Palais („Das Bild der Stadt Berlin von 1945 bis zur Gegenwart“)